# Christopher Collet
Christopher Collet (* 13. März 1968 in New York City) ist ein US-amerikanischer Schauspieler in Film, Fernsehen und Theater.

## Leben und Karriere
Sein Filmdebüt gab der 1968 im Bundesstaat New York geborene Schauspieler 1983 in Robert Hiltziks Horrorfilm Blutiger Sommer – Das Camp des Grauens. Nach anfänglichen tragenden Leinwandrollen Mitte der 1980er Jahre und Anfang der 1990er Jahre wie in Michael Apteds Drama Moving In – Eine fast intakte Familie neben Teri Garr und Peter Weller oder dem Marshall Brickman Science-Fiction-Thriller The Manhattan Project als Co-Star von John Lithgow, später noch einmal in der Kinoproduktion Rollerboys an der Seite von Corey Haim und Patricia Arquette, wechselte Collet nachhaltig zum Fernsehen, wo er in verschiedenen Fernsehfilmen und Fernsehserien wie Der Equalizer, American Playhouse, L.A. Law – Staranwälte, Tricks, Prozesse, MacGyver oder dem Primetime Emmy Award ausgezeichneten Fernsehdrama O Pioneers! auftrat. 1995 verkörperte er in der Miniserie Die Langoliers in Tom Hollands Verfilmung von Stephen Kings Roman Langoliers die Rolle des Albert Kaussner. Seit 1997 nahm man ihn vorwiegend in der Rolle des Sprechers wahr, wo er in 637 Folgen der erfolgreichen Fernsehserie Pokémon seine Stimme dem Charakter Steven Stone lieh, der im Original von Andrew Paull gesprochen wird.
Darüber hinaus war Christopher Collet auch über die Jahrzehnte in verschiedenen Broadway-Produktionen als Theaterschauspieler zu sehen.

## Filmografie (Auswahl)

### Kino
- 1983: Blutiger Sommer – Das Camp des Grauens (Sleepaway Camp)
- 1984: Moving In – Eine fast intakte Familie (Firstborn)
- 1986: The Manhattan Project
- 1990: Rollerboys

### Fernsehen
- 1984: Right to Kill? (Fernsehfilm)
- 1988: Der Equalizer (The Equalizer) (Fernsehserie, 1 Episode)
- 1988: Die Bill Cosby Show (The Cosby Show)
- 1988–1989: American Playhouse (Fernsehserie, 2 Episoden)
- 1991: L.A. Law – Staranwälte, Tricks, Prozesse (Fernsehserie, 1 Episode)
- 1991: MacGyver (Fernsehserie, 1 Episode)
- 1991: Gabriel's Fire (Fernsehserie, 1 Episode)
- 1992: O Pioneers! (Fernsehfilm)
- 1992: The Heights – Rockin’ Friends (The Heights, Fernsehserie, 1 Episode)
- 1995: Die Langoliers (The Langoliers) (Fernsehminiserie)
- 2000–2016: Pokémon (Fernsehserie, 637 Episoden)
- 2006–2009: Viva Piñata (Fernsehserie, 70 Episoden)